# Edward Hoagland
Pour les articles homonymes, voir Hoagland.
Edward Hoagland (né le 21 décembre 1932 à New York aux États-Unis) est un écrivain américain, romancier, essayiste, auteur notamment de récits de nature et de voyage.
Il a été élu à l'Académie américaine des arts et des lettres en 1982.
Il vit désormais retiré, l'été dans le Vermont et l'hiver à Martha's Vineyard.

## Œuvres traduites en français
- Sept rivières, Phébus, 1994  (ISBN 978-2859403409)
- Journal d'un autre monde : un voyage dans l'Ouest canadien, Hoëbeke, 1999  (ISBN 978-2905292476)